# 玛阿特山
玛阿特山（英語：Maat Mons），又译作马亚特·蒙斯火山，是金星上一座巨大的盾状火山。它是金星第二高的山，也是最大的盾状火山。在0°30′N 194°36′E / 0.5°N 194.6°E处高出行星半径8公里，较周边平原高出接近5公里。 它以古埃及真理和正义女神玛阿特来命名。

## 地质结构
玛阿特山有一个顶峰型火山口，尺寸为28×31公里，在该大型火山口内至少还有五个更小的崩塌火山口，直径达10公里。
玛阿特山以往地质史中至少发生过二次大规模结构性垮塌事件。